# 융모막
융모막(chorion, 융털막)은 포유류, 조류, 파충류(양막류)의 배아 주위에 있는 가장 바깥쪽 태아 막(fetal membrane)이다.

## 같이 보기
- 장막 (생물학) (serous membrane)
- 양막(amnion)

## 참고 문헌
이 문서는 현재 퍼블릭 도메인에 속하는 그레이 해부학 제20판(1918) page 60의 내용을 기초로 작성된 글이 포함되어 있습니다.